# Antonio Ježina
Antonio Ježina, né le 5 juin 1989 à Šibenik, est un footballeur international croate évoluant actuellement au poste de gardien de but au Royal Antwerp FC.

## Biographie

### En club

#### Formation et début de carrière
Ježina termine sa formation chez les jeunes du NK Zadar et en 2007, il y est promu chez les professionnels. Il fait ses débuts le 22 septembre 2007, lors de la défaite 4 buts à 2 contre le Slaven Belupo.

#### Expériences dans différents clubs croate
Le 31 janvier 2013, le gardien est transféré au NK Istra 1961. Après y avoir joué pendant un an, il est transféré au Dinamo Zagreb.

#### Première expérience étrangère
Le 23 août 2016, Ježina signe au Royal Antwerp FC. Lors de la finale de la saison 2016-2017, avec le Royal Antwerp FC, il devient champion de deuxième division grâce aux victoires aller/retour sur le KSV Roulers.

### En équipe nationale
Antonio Ježina joue son premier match international avec la sélection croate le 10 septembre 2013 contre la Corée du Sud.

## Palmarès

### Avec leDinamo Zagreb
- Champion de Croatie : 2014, 2015 et 2016
- Vainqueur de la Coupe de Croatie : 2015 et 2016